# Corvus woodfordi
El cuervo piquiblanco (Corvus woodfordi) es una especie de ave paseriforme de la familia Corvidae que habita en las islas Salomón.

## Descripción
Es un ave corta y robusta que mide unos 40 a 41 cm de largo, posee una cola corta y rectangular y una cabeza relativamente grande con un característico pico curvo color marfil con un extremo más oscuro. Los agujeros nasales aunque no gruesos, se destacan frente al color del pico. El plumaje de ave es de un tono negro lustroso con un brillo verde-azulado en la cabeza y un brillo azulado en el resto del cuerpo. Su iris es gris o blanco y sus patas son negras.

## Distribución y hábitat
Esta especie se encuentra confinada a la zona central de las islas Salomón y especialmente se la observa en las islas Choiseul, Isabel y Guadalcanal donde se alimenta en pequeñas bandas familiares recorriendo arbole, en búsqueda de frutos e insectos. Por lo general es difícil observarlo ya que permanece oculto por el follaje mientras se alimenta y su vuelo es bajo, apenas sobre la copa de los árboles.